# Sceloporus cozumelae
Sceloporus cozumelae este o specie de șopârle din genul Sceloporus, familia Phrynosomatidae, descrisă de William Jones în anul 1927. A fost clasificată de IUCN ca specie cu risc scăzut. Conform Catalogue of Life specia Sceloporus cozumelae nu are subspecii cunoscute.